# Flörsheim-Dalsheim
Pour les articles homonymes, voir Flörsheim.
Flörsheim-Dalsheim est une municipalité allemande située dans le Land de Rhénanie-Palatinat et l'arrondissement d'Alzey-Worms. Elle appartient à la commune fusionnée de Monsheim, dont elle est la plus grande commune avec plus de 3 000 habitants.

## Géographie
La commune est située dans la Hesse rhénane. Elle est composée de deux quartiers : Nieder-Flörsheim et Dalsheim. Dalsheim s'appelait autrefois Flecken, d'où le nom du Fleckenmauer qui entourent le village.

## Histoire
La commune de Flörsheim-Dalsheim a été créée le 7 juin 1969 par la formation des deux communes dissoutes de Dalsheim et Nieder-Florsheim.
La famille de Flersheim est également associée au toponyme Flörsheim.
L'Abbaye d'Otterberg possédait des propriétés à Flörsheim et à Dalsheim.

## Politique

### Conseil municipal
Le conseil municipal de Flörsheim-Dalsheim se compose de 20 conseillers élus au scrutin proportionnel personnalisé lors des élections locales du 26 mai 2019 et du ehrenamtlicher Bürgermeister de la commune en tant que président.
La répartition des sièges au conseil local :
| élection | SPD | CDU | FDP | GRÜNE | FWG | au total  |
| -------- | --- | --- | --- | ----- | --- | --------- |
| 2019     | 10  | –   | 2   | 2     | 6   | 20 sièges |
| 2014     | 8   | 3   | 1   | –     | 8   | 20 sièges |
| 2009     | 7   | 1   | 2   | 1     | 9   | 20 sièges |
| 2004     | 8   | 2   | 1   | 1     | 8   | 20 sièges |
| 1999     | 9   | 2   | 2   | 1     | 6   | 20 sièges |
| 1994     | 11  | 2   | 1   | 1     | 5   | 20 sièges |
| 1989     | 7   | –   | 2   | 1     | 5   | 15 sièges |
| 1984     | 6   | -   | 1   | -     | 8   | 15 sièges |

### Maire
- Kurt Becker (1969–1974)
- Emil Göhring, FWG (1974–1989)
- Gerhard Rohrwick, SPD (1989–2004)
- Volker Henn, FWG (2004–2019)
- Tobias Rohrwick, SPD (2019-   )

### Blason
|  | L'écu Flörsheim-Dalsheim se blasonne ainsi : Blasonnement : En noir, au-dessus de deux boucliers, un lion d'or à armure rouge, à langue et couronne ; l'écu héraldique droit en rouge, avec le saint Jean nimbé en argent tenant un agneau d'argent sur son bras droit ; le bouclier gauche rendu rugueux par l'argent et le bleu. |

|  | L'écu Dalsheim se blasonne ainsi : Blasonnement : En noir, deux boucliers bleu argenté inclinés avec des rhombes l'un vers l'autre, au-dessus d'eux un lion doré en armure rouge marchant vers la droite. |

|  | L'écu Nieder-Flörsheim se blasonne ainsi : Blasonnement : Dans un bouclier divisé en haut en noir se trouve un lion doré à couronne rouge et à armure rouge en pleine croissance, en bas divisé en bleu-argent-rouge. |

## Jumelages
- Garons, Occitanie, France ; depuis 2013

## Culture et sites touristiques

### Agriculture
Flörsheim-Dalsheim est l'une des plus grandes communes viticoles de la Hesse rhénane. Ses vignobles sont situés dans la région de Burg Rodenstein des Vignobles de Hesse-Rhénane. Les clos s'appellent Dalsheimer Hubacker, Sauloch, Steig, Bürgel, Goldberg et Frauenberg.

### Bâtiments

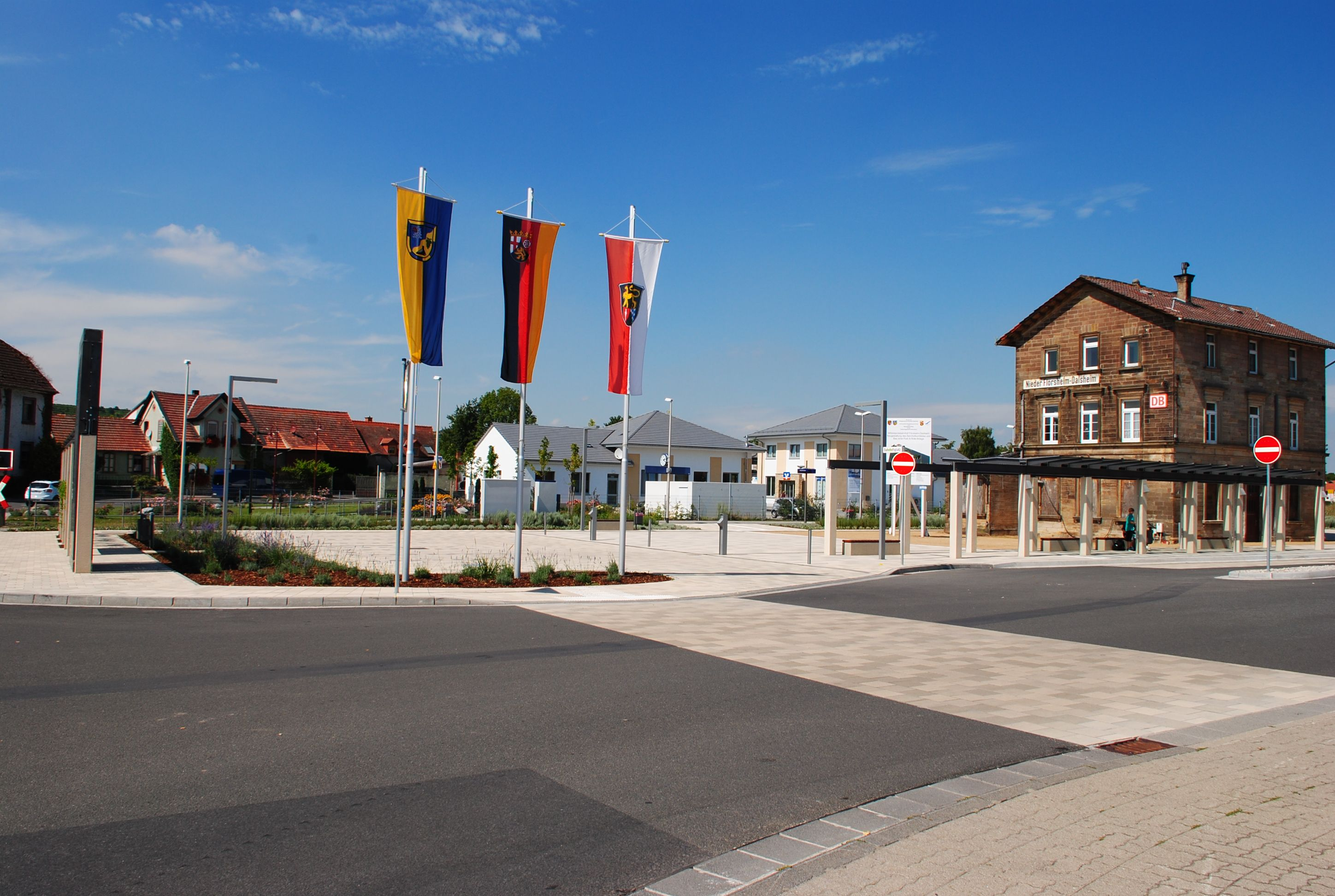
Parvis de la gare de Flörsheim-Dalsheim en 2011

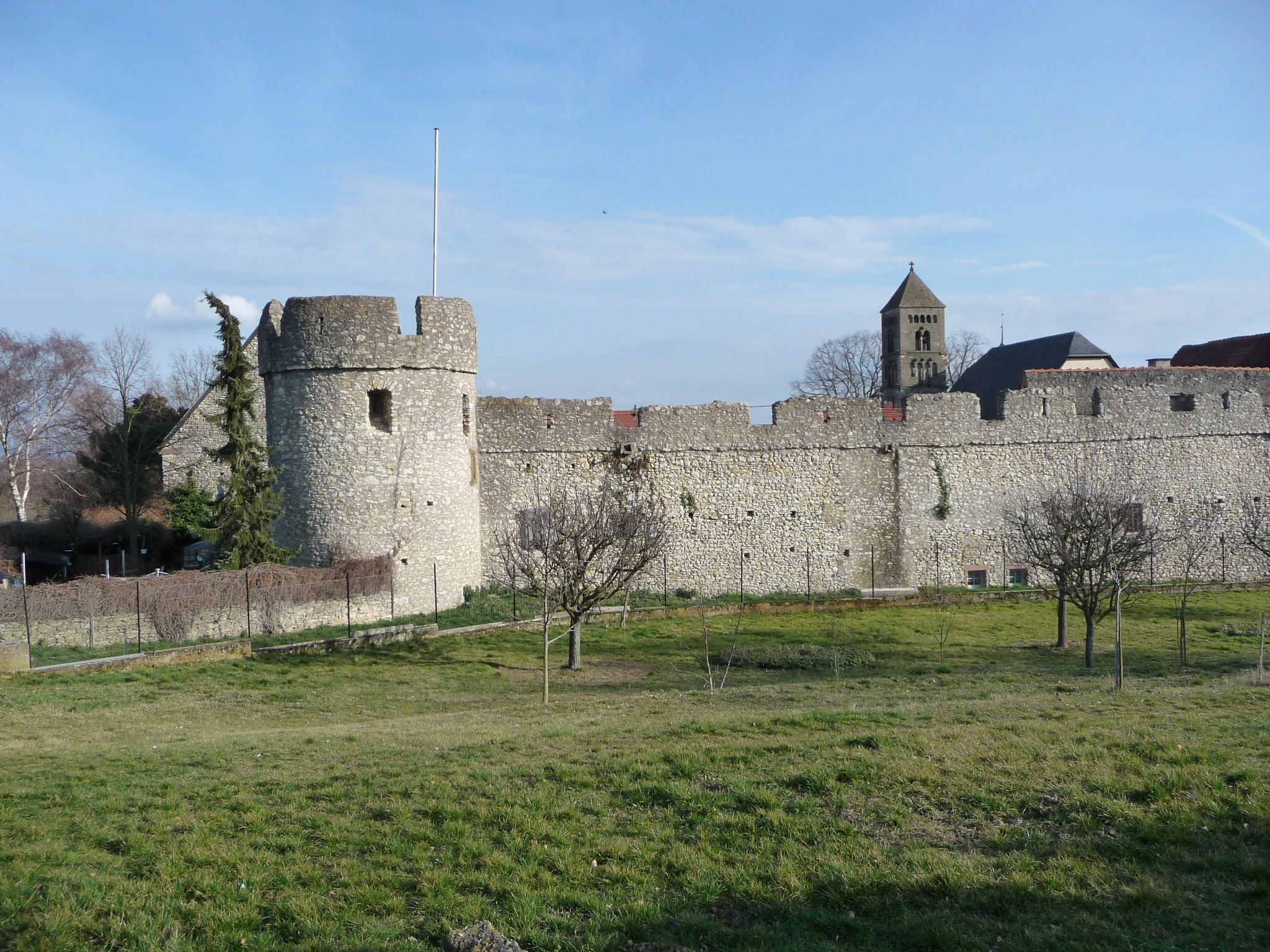
Fleckenmauer

En 2011/2012, le parvis de la gare communale a été entièrement repensé et agrandi en une gare dite de taille moyenne en y ajoutant des magasins, des agences bancaires et de petits prestataires de services.

### Fleckenmauer
Le Fleckenmauer, long de plus d'un kilomètre, entoure le noyau historique du quartier de Dalsheim. Il a été construit à la fin du XVe siècle et est presque entièrement conservé. Depuis 1988, il y a tous les quatre ans un festival, le Fleckmauerfest.

### Événements réguliers
- Nieder-Flörsheimer Markt : Manifestation du vin dans le quartier de Flörsheim, tous les 3èmes week-ends d'août.
- Dalsheimer Kerwe : Fête du vin à l'occasion de la consécration de l'église, aux deuxièmes week-ends de septembre.
- Fleckenmauerfest : Tous les 4 ans, Flörsheim-Dalsheim célèbre le festival du Fleckenmauer au centre de Dalsheim, entouré par cette muraille[8].

## Personnalités
- Philipp Biedert (1847–1916), pédiatre allemand; Inventeur du Biedertschen Rahmgemenge (en français : « mélange de crème de Biedert »), substitut du lait maternel humain.
- Philip Diehl (1847–1913), inventeur et ingénieur germano-américain.
- Philipp Müller (1869–1918), peintre.
- Philipp Obenauer (1889–1966), homme politique hessois (DDP) et ancien membre du parlement de l'État populaire de Hesse dans la République de Weimar.
- Georg Friedrich Obenauer (* 3. Juni 1902 Nieder-Flörsheim ; † 7. Juli 1961), proviseur à Dalsheim, historien local.
- Lothar Leder (* 1971), triathlète professionnel allemand et première personne à parcourir la distance ironman en moins de 8 heures.
- Patrick Baum (* 1987), joueur de tennis de table professionnel et champion d'Europe junior en 2005 ainsi que vice-champion d'Europe en 2010 et 2011.

## Litérature
- Litérature concernant Flörsheim-Dalsheim dans Rheinland-Pfälzischen Landesbibliographie
- Dieter Krienke und Ingrid Westerhoff: Kreis Alzey Worms. Verbandsgemeinden Eich, Monsheim und Wonnegau (= Denkmaltopographie Bundesrepublik Deutschland. Kulturdenkmäler in Rheinland-Pfalz 20.3). Wernersche Verlagsgesellschaft, Worms 2018,  (ISBN 978-3-88462-379-4), p. 87–100 (Dalsheim), p. 101–110 (Nieder-Flörsheim).